# Albina Štrubelj
Albina Štrubelj, slovenska etnologinja. * 1. marec 1912, Sladki vrh, † 2009?.

## Življenje in delo
2. maja 1940 je opravila praktični učiteljski izpit pred državno izpitno komisijo v Mariboru. Leta 1941 napredovala v 9. položajno skupino; bila je učiteljica v Kompolju. Višja knjižničarka na Inštitutu za slovensko narodopisje je bila v obdobju 1951-1972 (delala je kot arhivska tehničarka). 1995 je pripravila za objavo v Traditiones delo Androkles in lev - pravljica o trnu v levji šapi. 
1996. je objavila v Traditiones Ljudsko vednost o domačih živalih in tuja učenost na naši zemlji.